# Saggistica sui campi di concentramento nazisti

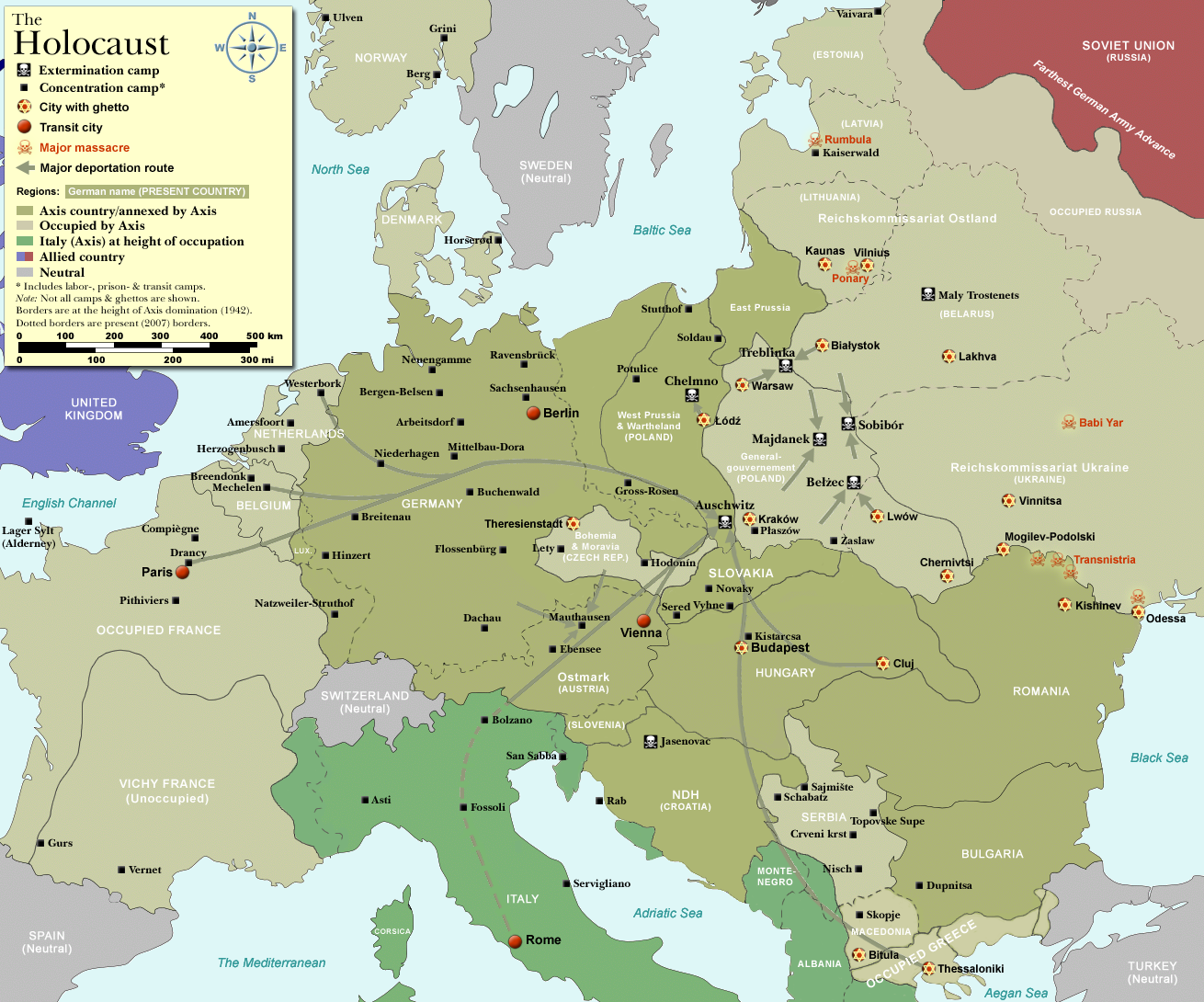
Mappa delle deportazioni di massa in Europa durante la seconda guerra mondiale

La Collana "Amici della Storia" è una raccolta di saggi storici pubblicati a fine anni 1970, in lingua italiana, dalla casa editrice Ferni di Ginevra e riguardanti il tema della deportazione nei campi di concentramento della Germania nazista durante la seconda guerra mondiale.
La maggior parte di questi volumi è stata pubblicata nel medesimo periodo dalla casa editrice francese Éditions France-Empire di Parigi. Solo un paio di titoli hanno una data di pubblicazione antecedente o un editore differente.

## Criterio
La collana è organizzata secondo un criterio tematico. Buona parte dei titoli è dovuta ad un giornalista e storico francese, Christian Bernadac, figlio di un deportato, che ha curato per anni la ricerca di documentazione e testimonianze di reduci dai lager. Altri contributi sono riconducibili a reduci stessi che hanno voluto testimoniare in prima persona la loro esperienza: fra essi vi sono il medico ungherese Miklós Nyiszli, autore del libro Un medico a Auschwitz - Memorie di un medico deportato, e l'attrice francese Fanny Marette, autrice del diario Ero il numero 47.177 - Diario di un'attrice deportata.
Sviluppato secondo un'angolazione che privilegia, per numero di testimonianze, la visione da parte di deportati di nazionalità francese, il copioso materiale documentario comprende, oltre a libri che descrivono minuziosamente la vita nei campi di lavoro forzato e di sterminio, testi che affrontano i diversi aspetti dell'organizzazione del nazismo (con particolare riguardo all'attività delle SS e della polizia politica Gestapo) e le conseguenze degli esperimenti medici condotti su esseri umani e sull'eugenetica nazista, fino al compimento della soluzione finale della questione ebraica, culminata nel genocidio e nell'Olocausto.

## Titoli della collana
| Titolo/Titolo originale | Autore/Traduzione/Edizioni | Argomento |
| --- | --- | --- |
| Dora (Dora) due volumi | Jean Michel (con la collaborazione di Louis Nucera) - Elena Tessadri - Éditions J.-C. Lattés, Parigi, 1975; Rusconi, Milano, 1976; Ferni 1980 | Il campo di concentramento di Mittelbau-Dora è stato definito l'inferno di tutti i campi di concentramento. Vi sorgeva la fabbrica sotterranea in cui venivano realizzati i reattori V2. |
| Ero il numero 47.177 - Diario di un'attrice deportata (J'étais le numero 47.177 - Journal d'une comédienne déportée)                                           | Fanny Marette - Gian Luigi Vallotta - Robert Laffont, Parigi 1964; Ferni 1980                                                                 | L'attrice francese Fanny Marette racconta la sua esperienza di internata nel campo di concentramento di Ravensbrück. |
| Kommando di donne (Kommandos de femmes) | Christian Bernadac - Gian Luigi Vallotta - France-Empire 1973; Ferni 1977                                                                     | Il libro raccoglie le testimonianze di deportate impiegate in kommando di lavoro nei vari campi di lavoro forzato, incluse le miniere di sale di Beendorf. |
| Gli stregoni del cielo (Le Sorcier du Ciel) | Christian Bernadac - Gian Luigi Vallotta - France-Empire 1973; Ferni 1977                                                                     | Settemila stregoni del cielo (Himmelzauberer) - sacerdoti, pastori, religiosi in genere di ventotto paesi - furono chiusi nei campi di concentramento nazisti: cinquemila scomparvero nei forni crematori o nelle fosse comuni. I superstiti dovevano la vita ad un intervento diplomatico dello Stato del Vaticano che verso la fine del 1944 si adoperò perché tutti gli ecclesiastici fossero radunati nel solo campo di concentramento di Dachau.                                                                            |
| I giorni senza fine (Des jours sans fin) | Christian Bernadac - Gian Luigi Vallotta - France-Empire 1972; Ferni 1977                                                                     | Vengono qui raccolte testimonianze di sopravvissuti dai diversi campi di concentramento nazisti. Con, in appendice, il testo del Regolamento dei campi di concentramento nazisti. |
| I 186 gradini - Mauthausen (Les 186 marches) | Christian Bernadac - Anna Gerola - France-Empire 1973; Ferni 1977                                                                             | Il titolo del libro fa riferimento alla scalinata - ricordata da allora in poi come scala della morte - scavata nella roccia della collina su cui sorgeva il campo e che collegava una cava sottostante, aperta nel ventre dell'altura, per l'estrazione del granito. |
| Il treno della morte (Le Train de la Mort) | Christian Bernadac - Giulia Erst - France-Enmpire 1973; Ferni 1977                                                                            | Dedicato ai viaggiatori del treno 7909, pubblica i resoconti dei vari convogli di deportati partiti dalla Francia (Compiègne) fra cui il treno della morte del 2 luglio 1944 (1.630 deportati giunti a destino su 2.500 partiti). |
| In nome della razza (Au nom de la race) | Marc Hillel (con la collaborazione di Clarissa Henry) - Tina Simonetta - Librairie Anthème Fayard 1975; Ferni 1980                            | Libro-inchiesta sul cosiddetto progetto Lebensborn, le cliniche naziste per il controllo delle nascite di puri elementi di razza ariana e sulle adozioni all'interno del Terzo Reich. |
| In quelle tenebre (Into that Darkness) | Gitta Sereny - Alfonso Bianchi - Adelphi 1975; Ferni 1980                                                                                     | Il libro-inchiesta trae spunto da una serie di interviste, precedentemente pubblicate nel 1971 sul Daily Telegraph Magazine, avute dall'autrice con Franz Stangl, comandante del campo di sterminio di Sobibór e del campo di sterminio di Treblinka. |
| Il lager delle donne (Le camp des femmes) | Christian Bernadac - Giuliana Fossi - France-Empire 1971; Ferni 1977                                                                          | Testimonianze dal campo di concentramento di Ravensbrück |
| L'Olocausto dimenticato (L'holocauste oubliée) due volumi | Christian Bernadac - Tina Simonetta - France-Empire 1979; Ferni 1980                                                                          | L'altro Olocausto, quello degli zingari rom passate nei lager nazisti di Auschwitz, Buchenwald, Ravensbrück, Natzweiler-Struthof che causarono per questi popoli - a seconda delle stime - un numero compreso tra 220 000 e 240 000 vittime. Vedi antiziganismo. |
| Manichini nudi (Les mannequins nus) | Christian Bernadac - Tina Simonetti - France-Empire 1972; Ferni 1976                                                                          | I manichini nudi - secondo la dedica del libro - sono quelli di Auschwitz (tribunale di procedura sommaria): "manichini nudi" del crematorio, del Revier (l'infermeria del campo), delle Paludi, fino a quelli dei nuovi giorni ritrovati. |
| I medici dell'impossibile (Les Médecins de l'Impossible) | Christian Bernadac - Tina Simonetti - France-Empire 1968; Ferni 1977                                                                          | Il volume si occupa dei medici deportati nei vari campi di concentramento - da Bergen-Belsen a Oranienburg-Sachsenhausen - e si basa, oltre che su testimonianze di reduci, sulle collezioni degli archivi di Le Voix de la Résistance, La Voix du Maquis, L'Echo de la Résistance, Patriot Résistant, Déporté e L'Agent de Liaison. |
| I medici maledetti (Les Médécins maudits) | Christian Bernadac - Donatella Guarnotta - Edizioni Accademia Milano 1973; Ferni 1977                                                         | Questo libro prende in esame gli esperimenti nazisti su esseri umani compiuti nei lager. Con in appendice le "Regole di Norimberga" sulla sperimentazione umana, i dieci principi enunciati con la sentenza al processo contro i gerarchi e i medici nazisti, non sempre condivisi dall'Accademia della Medicina e da altre organizzazioni di medici fra cui quella dei medici ebrei che su tali principi si pronunciarono in maniera negativa a Gerusalemme nel 1952.                                                           |
| Memorie di un medico deportato ad Auschwitz (dall'originale in lingua ungherese Sono stato il medico necroscopo del dott. Mengele nel crematorio di Auschwitz) | Miklós Nyiszli - Tibère Kremer - Editions Juliard 1961; Ferni 1980                                                                            | L'esperienza del medico patologo ungherese e deportato, addetto ad un sonderkommando (morti viventi) agli ordini di Josef Mengele. |
| Il nono cerchio (Le neuvième cercle) | Christian Bernadac - Gian Luigi Vallotta - France-Empire 1972; Ferni 1977                                                                     | È il seguito di I 186 gradini - Mauthausen (Les 186 marches) e come il precedente dà conto delle terribili condizioni di vita in cui si trovarono i deportati nei campi di Mauthausen-Gusen e dei suoi sottocampi, incluso quello di Melk, definiti nelle testimonianze raccolte dall'autore per il suo libro-inchiesta veri e propri gironi infernali danteschi. |
| Ostaggi volontari delle SS (Otages volontaires des SS) | Drago Arsenijevic - Tina Simonetti - France-Empire 1974; Ferni 1980                                                                           | L'impegno della Croce Rossa Internazionale nel racconto dei medici che si offrirono nelle mani dei nazisti quale pegno per salvare i deportati nei campi di concentramento fino alla liberazione. |
| Triangolo rosso (Triangle rouge) | Catherine Roux (con disegni di Jeannette l'Herminier e prefazione di Geneviève Anthonioz-de Gaulle) - France-Empire 1969; Ferni 1980          | Il triangolo rosso era il contrassegno in stoffa che identificava i prigionieri politici accomunando tutti coloro che avversavano il regime del Terzo Reich, in particolare i comunisti e i socialisti. Nei confronti di costoro veniva emesso un mandato di arresto per motivi di "sicurezza". Il libro è sviluppato al femminile: scritto da una donna, riporta testimonianze di deportate dalle prigioni francesi di Fresnes e Romainville ai campi di lavoro forzato della Germania nazista e della Cecoslovacchia occupata. |